# Lüping
Lüping (kinesiska: 略评镇, 略评) är en köping i Kina. Den ligger i provinsen Sichuan, i den sydvästra delen av landet, omkring 82 kilometer nordost om provinshuvudstaden Chengdu.
Genomsnittlig årsnederbörd är 1 200 millimeter. Den regnigaste månaden är juli, med i genomsnitt 346 mm nederbörd, och den torraste är december, med 5 mm nederbörd.